# Втрати 74-ї окремої мотострілецької бригади (РФ)
У статті наведено подробиці поіменних втрат 74-ї окремої мотострілецької бригади Збройних сил РФ у різних військових конфліктах.

## Перша чеченська війна
| п/п | Прізвище, ім'я, по батькові                               | Звання            | Дата народження | Дата смерті |
| --- | --------------------------------------------------------- | ----------------- | --------------- | ----------- |
| 1.  | Морєв Ігор Анатолійович (рос. Морев Игорь Анатольевич)    | капітан           | 09.10.1996      | 03.01.1995  |
| 2.  | Моїсєєв Юрій Геннадійович (рос. Моисеев Юрий Геннадьевич) | капітан           | 15.04.1967      | 03.01.1995  |
| 3.  | Нємцов Павло Миколайович (рос. Немцов Павел Николаевич)   | старший лейтенант | 20.04.1971      | 13.01.1995  |
| 4.  | Ахпашев Ігор Миколайович (рос. Ахпашев Игорь Николаевич)  | старший лейтенант | 24.12.1969      | 13.01.1995  |

## Громадянська війна в Сирії
| п/п | Прізвище, ім'я, по батькові                                    | Звання          | Дата народження | Дата смерті |
| --- | -------------------------------------------------------------- | --------------- | --------------- | ----------- |
| 1.  | Гончаренко Олексій Іванович (рос. Гончаренко Алексей Иванович) | старший сержант | 10.10.1984      | 09.04.2017  |

## Російсько-українська війна
| п/п | Прізвище, ім'я, по батькові                                         | Звання            | Дата народження | Дата смерті   |
| --- | ------------------------------------------------------------------- | ----------------- | --------------- | ------------- |
| 1.  | Крініцин Олександр Юрійович (рос. Криницын Александр Юрьевич)       | старший сержант   | 22.09.1986      | 24.02.2022    |
| 2.  | Корнєв Владислав (рос. Корнев Владислав)                            | молодший сержант  |                 | 25.02.2022    |
| 3.  | Баранов Сергій Леонідович (рос. Баранов Сергей Леонидович)          | єфрейтор          | 05.05.2000      | 25.02.2022    |
| 4.  | Бутов Михайло Сергійович (рос. Бутов Михаил Сергеевич)              |                   | 28.01.1987      | 09.03.2022    |
| 5.  | Єфанов Олександр Володимирович (рос. Ефанов Александр Владимирович) |                   | 1981            | 09.03.2022    |
| 6.  | Вохмянін Олександр Вікторович (рос. Вохмянин Александр Викторович)  | капітан           | 18.03.1990      | до 18.03.2022 |
| 7.  | Ідт Костянтин (рос. Идт Константин)                                 | молодший сержант  | 1986            | 23.03.2022    |
| 8.  | Соснін Анатолій Миколайович (рос. Соснин Анатолий Николаевич)       | сержант           | 09.12.1979      | 26.04.2022    |
| 9.  | Бакланов Володимир (рос. Бакланов Владимир)                         |                   |                 | до 20.06.2022 |
| 10. | Суботін Віталій Віталійович (рос. Субботин Виталий Витальевич)      | сержант           |                 | 06.05.2022    |
| 11. | Осецький Максим Вікторович (рос. Осецкий Максим Викторович)         | капітан           | 04.01.1981      | 22.06.2022    |
| 12. | Ковтун Андрій Миколайович (рос. Ковтун Андрей Николаевич)           | старший лейтенант |                 | 10.08.2022    |
| 13. | Канзєров Анатолій Вікторович (рос. Канзеров Анатолий Викторович)    | старший сержант   |                 | до 22.08.2022 |
| 14. | Горбушин Денис Валерійович (рос. Горбушин Денис Валерьевич)         | молодший сержант  |                 | 17.10.2022    |
| 15. | Курочкін Андрій Володимирович (рос. Курочкин Андрей Владимирович)   |                   |                 | до 26.10.2022 |
| 16. | Стародимов Ігор Миколайович (рос. Стародымов Игорь Николаеввич)     | молодший сержант  | 20.12.1985      | до 29.10.2022 |
| 17. | Базанов Дмитро Петрович (рос. Базанов Дмитрий Петрович)             |                   | 16.04.1994      | 18.01.2023    |
| 18. | Ковилін Євген Віталійович (рос. Ковылин Евгений Витальевич)         |                   | 06.08.1990      | 30.03.2023    |
| 19. | Ляхов Станіслав Васильович (рос. Ляхов Станислав Васильевич)        |                   | 31.01.1994      | 24.09.2023    |
| 20. | Уткін Антон Євгенович (рос. Уткин Антон Евгеньевич)                 |                   | 09.10.1990      | 20.10.2023    |
| 21. | Пащенко Дмитро Олексійович (рос. Пащенко Дмитрий Алексеевич)        | рядовий           | 01.02.1985      | 26.11.2023    |
| 22. | Мафазалов Рішат Раїсович (рос. Муфазалов Ришат Раисович)            | рядовий           | 16.11.1988      | 02.12.2023    |
| 23. | Тимофєєв Володимир Сергійович (рос. Тимофеев Владимир Сергеевич)    |                   | 23.07.2003      | 23.01.2024    |
| 24. | Єщенко Андрій Анатолійович (рос. Ещенко Андрей Анатольевич)         | рядовий           | 09.08.1973      | 06.02.2024    |
| 25. | Єрмоленко Данило Сергійович (рос. Ермоленко Данил Сергеевич)        | рядовий           | 08.01.2006      | 23.05.2024    |